# Afrodit
|  | No s'ha de confondre amb Afrodita o Hermafrodit. |

Afrodit (en grec antic Ἀφρόδιτος), era una veritable Afrodita masculina. El culte de l'Afrodit xipriota apareix al costat del d'Afrodita. Des de Xipre, el seu culte es va propagar a l'Àsia Menor, a Pamfília, potser a Lidia i a Cària.
Afrodit va ser representat amb una forma femenina i una indumentària com l'Afrodita, però també amb un fal·lus i, per tant, el nom era masculí. Tot i que aquesta deïtat hauria arribat a Atenes des de Xipre al segle IV aC. Al segle V aC, ja existien però, hermes d'Afrodit, o estàtues fàliques amb cap femení.